# Nuoto ai campionati mondiali di nuoto 2024 - 50 metri dorso femminili
La gara degli 50 metri dorso femminili dei campionati mondiali di nuoto 2024 si è svolta il 14 e 15 febbraio 2024 presso l'Aspire Dome di Doha.

## Podio
| Pos.    | Atleta        | Nazione     |
| ------- | ------------- | ----------- |
| Oro     | Claire Curzan | Stati Uniti |
| Argento | Iona Anderson | Australia   |
| Bronzo  | Ingrid Wilm   | Canada      |

## Record
Prima della manifestazione il record del mondo (RM) e il record dei campionati (RC) erano i seguenti.
|  | 26"98 | Liu Xiang | 21 agosto 2018 Giacarta |
|  | 27"06 | Zhao Jing | 30 luglio 2009 Roma     |

Durante la competizione non sono stati migliorati record.

## Programma
| Data             | Ora (UTC+3) | Turno      |
| ---------------- | ----------- | ---------- |
| 14 febbraio 2024 | 9:32        | Batterie   |
| 14 febbraio 2024 | 19:36       | Semifinali |
| 14 febbraio 2024 | 21:14       | Spareggio  |
| 15 febbraio 2024 | 19:36       | Finale     |

## Risultati

### Batterie
| Pos. | Batteria | Corsia | Atleta                  | Nazionalità                 | Tempo       | Note |
| ---- | -------- | ------ | ----------------------- | --------------------------- | ----------- | ---- |
| 1    | 5        | 4      | Ingrid Wilm             | Canada                      | 27"81       | Q    |
| 2    | 6        | 4      | Lauren Cox              | Gran Bretagna               | 27"89       | Q    |
| 3    | 6        | 2      | Claire Curzan           | Stati Uniti                 | 27"99       | Q    |
| 4    | 5        | 3      | Iona Anderson           | Australia                   | 28"02       | Q    |
| 5    | 6        | 5      | Theodōra Drakou         | Grecia                      | 28"09       | Q    |
| 6    | 4        | 4      | Adela Piskorska         | Polonia                     | 28"16       | Q    |
| 7    | 5        | 7      | Stephanie Au            | Hong Kong                   | 28"27       | Q    |
| 8    | 5        | 6      | Costanza Cocconcelli    | Italia                      | 28"28       | Q    |
| 9    | 4        | 3      | Kira Toussaint          | Paesi Bassi                 | 28"33       | Q    |
| 10   | 5        | 8      | Emma Harvey             | Bermuda                     | 28"34       | Q    |
| 11   | 4        | 5      | Jaclyn Barclay          | Australia                   | 28"36       | Q    |
| 12   | 6        | 8      | Tayla Jonker            | Sudafrica                   | 28"37       | Q    |
| 13   | 5        | 2      | Louise Hansson          | Svezia                      | 28"38       | Q    |
| 14   | 5        | 5      | Maaike de Waard         | Paesi Bassi                 | 28"39       | Q    |
| 15   | 4        | 6      | Paulina Peda            | Polonia                     | 28"42       | Q    |
| 16   | 6        | 6      | Kathleen Dawson         | Gran Bretagna               | 28"46       | Q    |
| 17   | 6        | 0      | Barbora Janíčková       | Rep. Ceca                   | 28"65       |      |
| 18   | 4        | 2      | Chen Jie                | Cina                        | 28"67       |      |
| 19   | 4        | 7      | Carmen Weiler           | Spagna                      | 28"68       |      |
| 20   | 6        | 7      | Andrea Berrino          | Argentina                   | 28"70       |      |
| 21   | 6        | 1      | Tayde Sansores          | Messico                     | 28"76       |      |
| 22   | 3        | 7      | Teresa Ivan             | Slovacchia                  | 28"90       |      |
| 23   | 5        | 9      | Kim Seung-won           | Corea del Sud               | 28"96       |      |
| 24   | 6        | 3      | Roos Vanotterdijk       | Belgio                      | 28"98       |      |
| 25   | 6        | 9      | Nina Stanisavljević     | Serbia                      | 29"00       |      |
| 26   | 3        | 4      | Maria Godden            | Irlanda                     | 29"13       |      |
| 27   | 5        | 1      | Camila Rebelo           | Portogallo                  | 29"19       |      |
| 28   | 4        | 9      | Saovanee Boonamphai     | Thailandia                  | 29"22       |      |
| 29   | 4        | 0      | Levenia Sim             | Singapore                   | 29"35       |      |
| 30   | 4        | 1      | Xeniya Ignatova         | Kazakistan                  | 29"40       |      |
| 31   | 4        | 8      | Fanny Teijonsalo        | Finlandia                   | 29"41       |      |
| 32   | 3        | 8      | Donata Katai            | Zimbabwe                    | 29"52       |      |
| 33   | 3        | 3      | Anastasija Škurdaj      | Atleti neutrali autorizzati | 29"58       |      |
| 34   | 3        | 9      | Mia Phiri               | Zambia                      | 29"61       |      |
| 35   | 5        | 0      | Masniari Wolf           | Indonesia                   | 29"80       |      |
| 36   | 3        | 5      | Patricija Geriksonaitė  | Lituania                    | 29"88       |      |
| 37   | 3        | 6      | Abril Aunchayna         | Uruguay                     | 30"21       |      |
| 38   | 3        | 1      | Suvana Chetana          | India                       | 30"23       |      |
| 39   | 3        | 0      | Ariuntamir Enkh-Amgalan | Mongolia                    | 30"32       |      |
| 40   | 2        | 4      | Jessica Humphrey        | Namibia                     | 30"43       |      |
| 41   | 2        | 5      | Eda Zeqiri              | Kosovo                      | 30"69       |      |
| 42   | 2        | 3      | Gaurika Singh           | Nepal                       | 30"80       |      |
| 43   | 3        | 2      | Wu Yi-en                | Taipei cinese               | 31"11       |      |
| 44   | 2        | 6      | Chanchakriya Kheun      | Cambogia                    | 31"18       |      |
| 45   | 1        | 1      | Aaliyah Palestrini      | Seychelles                  | 32"07       |      |
| 46   | 2        | 8      | Carolann Faeamani       | Tonga                       | 32"13       |      |
| 47   | 2        | 7      | Denise Donelli          | Mozambico                   | 32"21       |      |
| 48   | 2        | 2      | Noor Yusuf              | Bahrein                     | 32"39       |      |
| 49   | 1        | 7      | Maleek Almukthar        | Libia                       | 32"41       |      |
| 50   | 2        | 1      | Idealy Tendrinavalona   | Madagascar                  | 32"44       |      |
| 51   | 2        | 0      | Jennifer Harding-Marlin | Saint Kitts e Nevis         | 35"29       |      |
| 52   | 2        | 9      | Tayamika Changanamuno   | Malawi                      | 36"40       |      |
| 53   | 1        | 5      | Kamila Ibrahim          | Comore                      | 40"21       |      |
| 54   | 1        | 4      | Aïchata Diabaté         | Mali                        | 52"22       |      |
| 55   | 1        | 6      | Assita Diarra           | Costa d'Avorio              | 58"14       |      |
| DNS  | 1        | 2      | Hearmela Melke          | Eritrea                     | Non partita |      |
| DNS  | 1        | 3      | Yaba Kamara             | Sierra Leone                | Non partita |      |

### Semifinali
| Pos. | Batteria | Corsia | Atleta               | Nazionalità   | Tempo | Note |
| ---- | -------- | ------ | -------------------- | ------------- | ----- | ---- |
| 1    | 1        | 5      | Iona Anderson        | Australia     | 27"51 | Q    |
| 2    | 1        | 4      | Lauren Cox           | Gran Bretagna | 27"55 | Q    |
| 3    | 2        | 5      | Claire Curzan        | Stati Uniti   | 27"65 | Q    |
| 4    | 2        | 4      | Ingrid Wilm          | Canada        | 27"68 | Q    |
| 5    | 2        | 3      | Theodōra Drakou      | Grecia        | 28"00 | Q    |
| 6    | 1        | 3      | Adela Piskorska      | Polonia       | 28"06 | Q    |
| 7    | 2        | 1      | Louise Hansson       | Svezia        | 28"13 | Q    |
| 7    | 2        | 2      | Kira Toussaint       | Paesi Bassi   | 28"13 | Q    |
| 9    | 1        | 1      | Maaike de Waard      | Paesi Bassi   | 28"14 | SO   |
| 9    | 1        | 6      | Costanza Cocconcelli | Italia        | 28"14 | SO   |
| 11   | 2        | 7      | Jaclyn Barclay       | Australia     | 28"17 |      |
| 12   | 1        | 8      | Kathleen Dawson      | Gran Bretagna | 28"22 |      |
| 13   | 2        | 8      | Paulina Peda         | Polonia       | 28"33 |      |
| 14   | 1        | 2      | Emma Harvey          | Bermuda       | 28"47 |      |
| 15   | 1        | 7      | Tayla Jonker         | Sudafrica     | 28"48 |      |
| 15   | 2        | 6      | Stephanie Au         | Hong Kong     | 28"48 |      |

### Spareggio
| Pos. | Corsia | Atleta               | Nazionalità | Tempo | Note |
| ---- | ------ | -------------------- | ----------- | ----- | ---- |
| 1    | 4      | Maaike de Waard      | Paesi Bassi | 27"89 |      |
| 2    | 5      | Costanza Cocconcelli | Italia      | 28"24 |      |

### Finale
| Pos. | Corsia | Atleta          | Nazionalità   | Tempo | Note |
| ---- | ------ | --------------- | ------------- | ----- | ---- |
|      | 3      | Claire Curzan   | Stati Uniti   | 27"43 |      |
|      | 4      | Iona Anderson   | Australia     | 27"45 |      |
|      | 6      | Ingrid Wilm     | Canada        | 27"61 |      |
| 4    | 5      | Lauren Cox      | Gran Bretagna | 27"65 |      |
| 5    | 2      | Theodōra Drakou | Grecia        | 27"84 |      |
| 6    | 7      | Adela Piskorska | Polonia       | 28"09 |      |
| 7    | 8      | Kira Toussaint  | Paesi Bassi   | 28"18 |      |
| 8    | 1      | Louise Hansson  | Svezia        | 28"32 |      |